# 抗爭者 (報告文學)
《抗爭者》，是知識份子許知遠於2013年12月出版的報告文學作品，透過作者採訪中華人民共和國、台灣和香港的社會運動參與者，並分析他們在歷史過程中的角色輯錄而成。

## 訪問過的抗爭者

### 台灣
- 監獄哲學家—施明德
- 堅定的變色龍—許信良
- 黨外的聲音—江春男
- 野百合與天安門—羅文嘉、馬永成、王丹
- 賤民之驕傲—吳叡人
- 東方美人與紅露酒—周奕成

### 香港
中國自千古，歷朝更替，歷史從來由勝者所編注，對於敗者立埸下的全盆歷史，在考古遺蹟裡從未發現過，或有些碎片，殘留片言隻字，若沒實在利益價值而言，從來大多不會保留，所謂勝者為王，敗者為寇，興衰亦是人為積習下系統性問題所引至，暴徒或抗爭者，只是立埸角度，稱呼有別
- 中環的格瓦拉—梁國雄
- 父與子—李柱銘
- 遺民與蝗蟲—陳雲
- 愛人同志—陳允中、司徒薇、朱凱迪

### 大陸
- 在北京讀哈維爾—崔衛平、景凱旋
- 受困的黑馬—劉曉波
- 我們這一代—許志永、余杰等
- 民主的功夫茶—烏坎人